# Dúbrava (okres Liptovský Mikuláš)
Dúbrava (Hongaars: Dubrava) is een Slowaakse gemeente in de regio Žilina, en maakt deel uit van het district Liptovský Mikuláš.
Dúbrava telt 1.272 inwoners.